# ArmaLite
ArmaLite, ou Armalite, é uma empresa americana de engenharia de armas curtas, fundada no início dos anos 50 em Hollywood, Califórnia. Agora sediada em Geneseo, Illinois. O negócio foi cessado na década de 1980. A empresa foi revivida em 1996 por Mark Westrom.

## Antecedentes
A ideia de entrar na indústria de armas pequenas chamou a atenção do então presidente da empresa, Richard Boutelle, Fairchild Engine and Airplane Corporation, e a Armalite foi incorporada como uma divisão da Fairchild em 1 de outubro de 1954. Seu primeiro projeto, o AR1 Parasniper de 1952, usava mobília de fibra de vidro cheia de espuma e um cano composto usando um revestimento de aço dentro de uma manga de alumínio. Isso foi pouco usado, mas quando eles foram convidados a competir em um concurso para um rifle de sobrevivência da tripulação aérea seus projetos AR-5 e AR-7 de 1956 viram-se em produção. Este foi seguido por um convite para competir para ser o novo rifle de combate das forças dos EUA, que levou ao AR-10. O AR-10 perdeu o concurso de 1957, mas muitas de suas ideias foram reutilizadas no menor e mais leve AR-15.
Cansado de falhas repetidas no mercado, a Fairchild licenciou os projetos AR-10 e AR-15 para Colt, e o AR-10 para uma empresa holandesa. Eles venderam seus interesses na Armalite em 1962. Naquele ano, Colt vendeu o AR-15 para a Força Aérea dos EUA para armar a base das tropas de segurança. Os modelos comerciais foram então enviados às Forças do Vietnã, que relataram grande sucesso com a arma. Assim conduzido para ser adotado como rifle principal de combate do exército que começou em 1964. Oficialmente designado Rifle, Calibre 5,56 mm, M16, permaneceu como rifle principal de combate dos EUA de uma forma ou de outra até hoje, e foi adotado por muitos países da OTAN nos anos 80.
A Armalite teve outros sucessos, especialmente o ArmaLite AR-18. Estes não foram o suficiente para manter a companhia operando, e eles cessaram operações no início dos anos 80. Os direitos de projeto e nome foram adquiridos em 1996 por Mark Westrom, que relançou a empresa como Armalite, Inc., agora localizado em Geneseo, Illinois.
Em 2013, Westrom vendeu a Armalite, Inc. para a Strategic Armory Corps, que também possui as AWC Silencers, Surgeon Rifles, Nexus Ammo e McMillan Firearms. A Strategic Armory Corps foi formada com o objetivo de adquirir e combinar empresas líderes de mercado dentro da indústria de armas de fogo. Em 2014, 3 campeão de armas Tommy Thacker foi nomeado presidente. Em 2015, Armalite apresentou 18 novos produtos, incluindo armas de fogo AR-10 e M-15.

## História
Armalite começou como uma pequena empresa de engenharia de armas pequenas por fundada por George Sullivan, o advogado de patentes para Lockheed Corporation, e financiado pela Fairchild Engine and Airplane Corporation. Depois de alugar uma pequena loja de máquinas em 6567 Santa Monica Boulevard em Hollywood, Califórnia, Sullivan contratou vários funcionários e começou a trabalhar em um protótipo de um rifle de sobrevivência leve para uso de tripulação aérea derrubada.  Em 1 de outubro de 1954, a empresa foi incorporada como a Armalite Corporation, tornando-se uma subdivisão da Fairchild. Com o seu capital limitado e pequena loja de máquinas, Armalite nunca foi concebido para ser um fabricante de armas. Armalite concentrou-se em produzir conceitos e projetos de armas pequenas para serem vendidos ou licenciados para outros fabricantes.  Ao testar o protótipo do projeto de rifle de sobrevivência da Armalite em um campo de tiro local, Sullivan encontrou Eugene Stoner, um talentoso inventor de armas pequenas, a quem Sullivan contratou imediatamente para ser o engenheiro chefe de projeto da Armalite. Stoner era um marinheiro na Segunda Guerra Mundial e um especialista em armas pequenas. Desde o início dos anos 1950, ele tinha trabalhado em uma variedade de empregos, enquanto a construía protótipos de armas em seu tempo livre. Na época, a Armalite Inc. era uma organização muito pequena (já em 1956 tinha apenas nove funcionários, incluindo Stoner).
Com Stoner como engenheiro de chefe de projeto, Armalite rapidamente lançou uma série de conceitos de rifle interessantes. O primeiro conceito da Armalite a ser adotado para produção foi o AR-5, um rifle de sobrevivência para o cartucho .22 Hornet. O AR-5 foi adotado pela Força Aérea dos EUA como o MA-1 Survival Rifle.
Uma arma de sobrevivência civil, o AR-7, foi introduzido mais tarde, em câmara em .22 Long Rifle. O semiautomático AR-7, como o AR-5, poderiam ser desmontados, e os componentes armazenados no buttstock. Principalmente feito de ligas, o AR-7 flutuaria, se montado ou armazenado, devido ao projeto do buttstock, que foi preenchido com espuma plástica. O AR-7 e modelos derivativos foram produzidos por várias empresas desde a introdução no final dos anos 1950, atualmente pela Henry Repeating Arms, da Bayonne, Nova Jersey e o rifle ainda é popular até hoje.
A maior parte do tempo e do esforço de engenharia da Armalite em 1955 e 1956 foi gasto no desenvolvimento dos protótipos para o que se tornaria o AR-10. Baseado no quarto protótipo de Stoner, dois AR-10 produzidos manualmente foram testados pela Springfield Armory no final de 1956 e novamente em 1957 como possível substituto do venerável e ainda desatualizado M1 Garand. O não testado AR-10 enfrentou a competição dos dois outros principais projetos de rifle, o Springfield Armory T-44 ,um projeto M1 Garand atualizado que se tornou o M14, e o T-48, uma versão do famoso rifle Belga FN FAL. Tanto o T-44 quanto o T-48 tiveram uma vantagem de vários anos sobre o AR-10 em testes de desenvolvimento e ensaios; O T-44 teve a vantagem adicional de ser um projeto interno da Springfield Armory.  O exército selecionou eventualmente o T-44 sobre o AR-10 e o T-48.
Armalite continuou a comercializar o AR-10 baseado em uma produção limitada de rifles em suas instalações de Hollywood. Esses rifles de produção limitada, praticamente construídos à mão, são chamados hoje de "Hollywood" modelo AR-10. Em 1957, a Fairchild/Armalite vendeu uma licença de fabricação de cinco anos do AR-10 ao fabricante de armas holandês 'Artillerie Inrichtingen (AI). Convertendo os desenhos de engenharia da AR-10 para o metro, a AI achou a versão de Hollywood da AR-10 deficiente em vários aspectos e fez uma série de mudanças significativas de projeto e engenharia na AR-10 que continuaram ao longo da produção nos Países Baixos. Historiadores de armas de fogo tem separado a produção do AR-10 sob a licença AI em três versões identificáveis do AR-10: o modelo "sudanês", o "Transitório" e o modelo AR-10 "Português".[carece de fontes?] A versão sudanesa deriva seu nome de sua venda ao Governo do Sudão, que comprou cerca de 2.500 rifles AR-10, enquanto o modelo Transitório incorporou mudanças de projetos adicionais com base na experiência com o modelo sudanês no campo. O AR-10 final produzido pela IA, o português, era uma variante melhorada do produto vendido à Força Aérea Portuguesa para uso de paraquedistas.  Embora a produção da AR-10 na AI enfraquecesse a da loja da Armalite em Hollywood, ela ainda era limitada, já que as vendas para exércitos estrangeiros se revelavam evasivas. Guatemala, Birmânia, Itália, Cuba, Sudão e Portugal compraram todos os rifles AR-10 para emissão limitada às suas forças militares, resultando em uma produção total de menos de 10.000 rifles AR-10 em quatro anos. Parece que nenhuma das alterações de projeto e melhorias do produto feitas pela AI foram sempre transmitidas ou adotadas pela Armalite.
Decepcionada com as vendas do AR-10, a Fairchild Armalite decidiu encerrar sua associação com a Artillerie Inrichtingen e, em vez disso, concentrou-se em produzir uma versão de pequeno calibre da AR-10 para atender a uma exigência da Força Aérea dos EUA. Usando o AR-10 produzido em Hollywood, o protótipo foi reduzido em dimensões para aceitar o cartucho .223 Remington (5,56 mm). Isso resultou no ArmaLite AR-15, projetado por Eugene Stoner, Jim Sullivan, e Bob Fremont, e em câmaras no calibre de 5.56mm. Armalite também reintroduziu o AR-10, desta vez usando um projeto derivado dos protótipos originais de Hollywood de 1956, e projetou o AR-10A. Incapaz de produzir qualquer rifle em quantidade, Armalite foi forçada a licenciar ambos os projetos para Colt no início de 1959. Nesse mesmo ano, Armalite mudou seus escritórios corporativos e engenharia e loja de produção para novas instalações em 118 East 16th Street, em Costa Mesa, Califórnia.
Frustrada com o que percebia como atrasos de produção desnecessários na AI, e fracas vendas da AR-10, a Fairchild decidiu não renovar a licença da Artillerie Inrichtingen para produzir o AR-10. Em 1962, decepcionada com os lucros escassos da Armalite, em grande parte derivado das taxas de licenciamento, a Fairchild dissolveu sua associação com a Armalite.
Com os projetos AR-10 e AR-15 vendidos à Colt, a Armalite foi deixada sem um braço de infantaria viável para comercializar os potenciais fabricantes e usuários finais. Armalite seguiu desenvolvendo uma série de projetos de novos rifles menos caros em 7,62 mm e 5,56 mm. O rifle de 7,62 mm NATO foi designado AR-16. O AR-16 e os outros Armalites recém-projetados utilizaram um projeto mais tradicional do pistão de gás junto com a construção de aço estampada e soldado no lugar de forjados de alumínio. Devido ao sucesso do FN FAL, do H&K G3 e do M14 dos EUA, o AR-16 de 7,62 mm (não confundir com o M16) foi produzido apenas em quantidades de protótipo. Um outro projeto da Armalite era o AR-17, uma espingarda de dois disparos autocarregaveis baseada no princípio do recuo curto e caracterizando um peso de somente 5.5 libras (2,49 kg) graças a sua construção de alumínio e plástico; Apenas cerca de 1.200 foram produzidos.
Em 1963, iniciou-se o desenvolvimento do rifle AR-18, um AR-16 de 5,56mm "reduzido" com um novo sistema de gás que utiliza um pistão a gás de curso curto em vez do sistema de impacto direto do Stoner usado nos modelos AR-10 e AR-15 . Desenhado por Art Miller, o AR-18 foi acompanhado por uma versão semiautomática, o AR-180.  No entanto, o sucesso de vendas do AR-15 em todo o mundo para os militares dos EUA e outras nações provou a ruína do AR-18, e este último não conseguiu encomendas substanciais. Em resposta às críticas do desempenho do rifle em julgamentos pelos militares nos Estados Unidos e Grã-Bretanha, algumas pequenas melhorias foram feitas no projeto original, mas pouco mais foi feito. Armalite fabricou alguns rifles AR-18 e AR-180 nas instalações da Costa Mesa e posteriormente licenciou a produção para Howa Machinery Co. no Japão. No entanto, o Japão era proibido por suas leis de vender armas estilo militar para nações combativas e com os Estados Unidos envolvidos na guerra do Vietnã, a produção na fábrica de Howa era limitada. Armalite então licenciou a produção para Sterling Armaments em Dagenham, Grã-Bretanha. As vendas permaneceram modestas. Hoje, o AR-180 é mais conhecido por seu uso pelo Exército Republicano Irlandês Provisório na Irlanda, que recebeu pequenas quantidades do rifle de fontes do mercado negro. O sistema de gás do AR-18 e o mecanismo de parafuso rotativo serviram como base para a atual família britânica de armas pequenas, a SA80, que veio da XL65 que é essencialmente um AR-18 em configuração bullpup. Outros projetos, tais como de Singapura SAR-80 e o alemão G36, são baseados no AR-18.
Um derivado do AR-18 foi a série AR-100. Ele veio em quatro variantes: o rifle de assalto de parafuso fechado AR-101 e a carabina AR-102, e o parafuso-aberto disparou na carabina AR-103 e a metralhadora leve AR-104 com carregadores ejetáveis. A arma destinava-se a aumentar o poder de fogo de um pelotão, bem como a mobilidade. Nunca foi adotada; Entretanto, conduziu ao Ultimax 100.
Na década de 1970, Armalite tinha essencialmente interrompido todo o desenvolvimento de novos rifles, e a empresa efetivamente cessou as operações. Em 1983 Armalite foi vendida para Elisco Tool Manufacturing Company, das Filipinas. O ferramental AR-18 na loja Costa Mesa foi para as Filipinas, enquanto alguns dos funcionários restantes da Armalite adquiriram o restante inventário de peças para o AR-17 e o AR-18.

## Ressurreição da marca Armalite

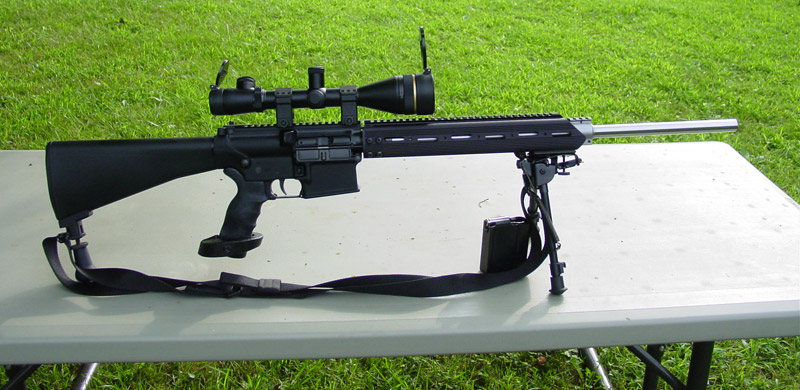
Armalite AR-10B

Depois de passar por uma série de proprietários, o nome da marca Armalite e o logotipo do leão desenfreado foram vendidos em 1996 para Mark Westrom, um ex-oficial de artilharia do exército dos EUA e inventor de um rifle de precisão 7.62 NATO baseado nos conceitos de design de Eugene Stoner. A empresa retomou o negócio como Armalite Inc. Hoje, a Armalite produz uma série de rifles baseados no AR-15 e AR-10, bem como rifles .50 BMG (o AR-50), e um AR-180 modificado chamado AR-180B (descontinuado em 2009). Em meados dos anos 2000, a Armalite também anunciou a introdução de uma linha de pistolas, incluindo a AR-24 e a AR-26 (ambas também descontinuadas).
Em 2013, Westrom vendeu a Armalite, Inc. à Strategic Armory Corps, que também possui AWC Silencers, Surgeon Rifles, Nexus Ammo e McMillan Firearms. A Strategic Armory Corps foi formada com o objetivo de adquirir e combinar empresas líderes de mercado no setor de armas de fogo.